# Orchestra Sinfonica di Gerusalemme
L'Orchestra Sinfonica di Gerusalemme della Israel Broadcasting Authority (In ebraico: התזמורת הסימפונית ירושלים, רשות השידור, ha-Tizmoret ha-Simfonit Yerushalayim Rashut ha-Shidur) è una grande orchestra d'Israele. Dagli anni '80, l'orchestra ha sede nella Henry Crown Symphony Hall, parte del complesso del Teatro di Gerusalemme.

## Storia
Il 30 marzo 1936 la voce del ministro delle poste Colonnello Hudson esplose nell'etere, annunciando per la prima volta "This is Jerusalem Calling", seguita da una traduzione in ebraico e da un discorso dell'Alto Commissario Sir Arthur Grenfell Wauchope, che inaugurò ufficialmente il servizio di radiodiffusione della Palestina. La musica faceva parte del contenuto della trasmissione pubblica sin dal suo inizio, ancor più negli anni del mandato britannico, poiché la linea di condotta ammessa non prevedeva alcun contenuto politico. Le prime musiche che furono ascoltate in quell'occasione furono quelle del pianoforte di Erich (Aryeh) Sachs, che suonò una canzone cantata da Chaim Vittorio Weinberg.
Inizialmente le esigenze musicali della giovane stazione radio furono soddisfatte dalla piccola Orchestra da camera del Palestine Broadcasting Service, diretta dal cantante e direttore Kar'el Salmon (originariamente Karl Salomon). Oltre ad adempiere a questi impegni musicali necessari, in un modo visionario e pioneristico, il gruppo si prefiggeva di aprire la strada e stabilire il terreno per la futura attività musicale di Gerusalemme. Appropriatamente il loro programma del 1938 includeva un concerto natalizio tenuto nell'Y.M.C.A. e diretto dal direttore di Oxford Crawford McNair, così come la prima palestinese del Concerto per violino di Schumann, con la parte solista suonata da Sasha Parnes e programmi speciali con opere di compositori locali viventi in Palestina. Nel 1938 questi lavori comprendevano Suites for Strings di Verdina Shlonsky, Josef Tal (Gruenthal) e Mordechai Seter (Staromirsky), Variations on a Palestinian Song di Salmon e una "Berceuse" per archi di Peter Gradenwitz.
Nel 1938 Salmon e McNair riorganizzarono il gruppo e formarono la Palestine Broadcasting Service Orchestra, tra i cui membri fondatori si può menzionare: Sasha Parnes come primo violino, Wolfgang Schoeken e Frankel come secondi violini, Hanoch (Heinrich) Jacoby, che fu allievo di Hindemith, così come Jenny Schmerzler e Arieh Mirkin alle viole, Daniel Horfmäkler al violoncello, il flautista Wlihelm von Blaise e Shabtai Petrushka per agli ottoni. Nel 1939 l'orchestra iniziò i suoi concerti settimanali all'YMCA, dove si tennero fino al 1975, molto tempo dopo che fu ribattezzata Orchestra di Kol Israel (Associazione israeliana di radiodiffusione) nel 1948.
L'Orchestra Sinfonica di Gerusalemme ha svolto un ruolo cruciale nella formazione e nello sviluppo della sfera culturale dello stato di nuova formazione. Molto nello spirito del piccolo gruppo originario, l'orchestra ha sottolineato la commissione e l'esecuzione di opere moderne, sia israeliane che straniere e ha unito sia solisti locali che direttori d'orchestra con artisti ospiti.
Tra i suoi direttori spiccavano Michael Taube, Georg Singer, Otto Klemperer, Heinz Freudenthal, Shalom Ronly-Riklis, Mendi Rodan, Lawrence Foster, Yoav Talmi, Sergiu Comissiona, Lukas Foss, Gary Bertini e David Shallon. Opere che hanno avuto la loro prima a Gerusalemme sono state David (Milhaud, 1954), Abraham e Isaac (Stravinsky, 1964) ed Exhortatio (Dallapiccola, 1971), e anche opere di Sophia Gubaidulina, Henri Dutilleux e Alfred Schnittke. Nel corso degli anni l'Orchestra Sinfonica di Gerusalemme, IBA, ha visto esibizioni di ospiti mozzafiato da alcuni dei più grandi luminari delle ultime generazioni, tra cui Arthur Rubinstein, Igor Markevitch, Henryk Szeryng, Isaac Stern, Radu Lupu, Peter Schrier, Tabea Zimmermann e Yefim Bronfman. Negli ultimi anni una delle più importanti anteprime eseguite dall'orchestra è stata The Seven Gates of Jerusalem del compositore polacco Krzystof Penderecki, diretta dal Maestro Lorin Maazel, che era stata composta per il finale delle celebrazioni di Gerusalemme 3000.
Nel corso degli anni l'orchestra ha prodotto il Festival liturgico, fondato dal maestro Gary Bertini, che ha anche esteso la portata dell'orchestra e il suo repertorio estendendo il numero di musicisti da circa cinquanta a novanta.

## Direttori musicali
L'Orchestra Sinfonica è stata guidata dai seguenti direttori musicali:
- Mendi Rodan (1963–72) [1]
- Lukas Foss (1972–76) [2]
- Gary Bertini (1978–87)
- Lawrence Foster (1988–92) [3]
- David Shallon (1992–2000) [4]
- Frédéric Chaslin (1999-2002)
- Leon Botstein (2003- 2013) [5]
- Frédéric Chaslin (September 2012-Present) [6]